# Augusto Pestana
Augusto Pestana (ur. 22 maja 1868, zm. 29 maja 1934) – brazylijski inżynier i polityk. Członek Partii Republikańskiej Rio Grande do Sul, został pierwszym burmistrzem Ijuí i pierwszy prezes Kolei Państwowych. Był trzykrotnie wybrany do parlamentu brazylijskiego. Miasto Augusto Pestana (Rio Grande do Sul) nosi jego imię.